# Gedächtnisstätte
Der Verein Gedächtnisstätte e. V. ist eine deutsche rechtsextremistische Organisation mit Sitz im thüringischen Guthmannshausen, der eine organisationsübergreifende Vernetzungsfunktion innerhalb der rechtsextremistischen Szene zugeschrieben wird. Er gilt als verfassungsfeindlich und wird bundesweit vom Verfassungsschutz beobachtet.
Seit 2011 verfügt der Verein über das Baudenkmal Rittergut Guthmannshausen, das seither eine sogenannte Kultur- und Tagungsstätte sowie seit 2014 eine Gedächtnisstätte für die „12 Millionen zivilen deutschen Todesopfer[n] im und nach dem 2. Weltkrieg, umgekommen durch Bomben, Verschleppung, Vertreibung und in Gefangenenlagern“ beheimatet. Das Vereinshaus gilt als bundesweit bedeutender Treff für Geschichtsrevisionisten, Holocaustleugner sowie völkische und militante Neonazis.
Dem Verein, der 1992 von der Holocaustleugnerin Ursula Haverbeck gegründet und rund elf Jahre lang geleitet wurde, werden bundesweit etwa 50 Mitglieder zugerechnet.

## Geschichte
Der Verein wurde am 23. Mai 1992 im ostwestfälischen Vlotho gegründet. Laut Gründungssatzung hat der Verein die Errichtung „einer würdigen Gedächtnisstätte für die Opfer des Zweiten Weltkrieges durch Bomben, Verschleppung, Vertreibung und in Gefangenenlagern“ zum Ziel. Erste Vorsitzende wurde die Vereinsgründerin Ursula Haverbeck (Vlotho, Kreis Herford, Nordrhein-Westfalen), die später mehrfach wegen Volksverhetzung verurteilt wurde und bereits Vorsitzende des 2008 durch das Bundesinnenministerium verbotenen Collegium Humanum und stellvertretende Vorsitzende des ebenfalls 2008 verbotenen Vereins zur Rehabilitierung der wegen Bestreitens des Holocaust Verfolgten war. Ihr Stellvertreter wurde Theodor Schmidt-Kaler (Landkreis Würzburg, Bayern), der ein Mitinitiator des Heidelberger Manifestes von 1981 war, in dem unter anderem „für ein Ende der Masseneinwanderung und für die Anhebung der deutschen Geburtenziffern“ plädiert wurde. Der für seine Holocaustleugnung bekannte Bauunternehmer Günther Kissel (Solingen, Nordrhein-Westfalen) war ab 2003 ein weiteres Mitglied des Vorstandes. Zu den Gründungsmitgliedern des Vereins zählte auch Hans-Joachim „Hajo“ Herrmann, ein Kampf- und Jagdflieger während des Zweiten Weltkriegs und anschließend Rechtsanwalt, der u. a. Alt- und Neonazis, Holocaustleugner und Rechtsextremisten verteidigte. Von Herrmann soll die Idee zur Errichtung der Gedächtnisstätte stammen, er gilt als Initiator von 1992.
2003 gab Haverbeck den Vorsitz an den zuvor kaum bekannten Landschaftsarchitekten Wolfram Schiedewitz (Landkreis Harburg, Niedersachsen) ab. Später wurden der rechte Publizist Albrecht Jebens (Bodenseekreis, Baden-Württemberg) und das Gründungsmitglied Paul Latussek (Ilmkreis, Thüringen), ehemals Vizepräsident des Bundes der Vertriebenen, Mitglieder des Vorstands.
Von 2005 bis 2009 versuchte der Verein im sächsischen Borna eine Gedächtnisstätte zu errichten. Zu diesem Zweck hatte der Architekt Ludwig Limmer (Rhein-Kreis Neuss, Nordrhein-Westfalen) im März 2005 für 99.000 Euro ein bebautes Grundstück in der Röthaer Straße 22–24 in Borna ersteigert. Aufgrund des zunehmend starken öffentlichen Drucks und der Einstufung des Vereins als rechtsextrem durch das Landesamt für Verfassungsschutz Sachsen nahm die Stadt 2008 die zunächst einstimmig erteilte Bauerlaubnis für die Gedenkstätte zurück. Die Witwe und Alleinerbin des 2006 verstorbenen Grundstückseigentümers, Gisela Limmer von Massow, klagte vor dem Verwaltungsgericht Leipzig gegen die Rücknahme der Baugenehmigung. Das Gericht wies die Klage ab. Zudem wurde ihr untersagt, dem Verein das Gebäude weiterhin zur Nutzung zu überlassen. Zum Jahresanfang 2010 veräußerte sie das Grundstück an eine Gesellschaft mit dem Ziel, den Gebäudekomplex in ein Alten- und Pflegeheim umzubauen, und spendete dem Verein 220.000 Euro vom Verkaufserlös. Im August 2009 fand die letzte Veranstaltung des Vereins in Borna statt.

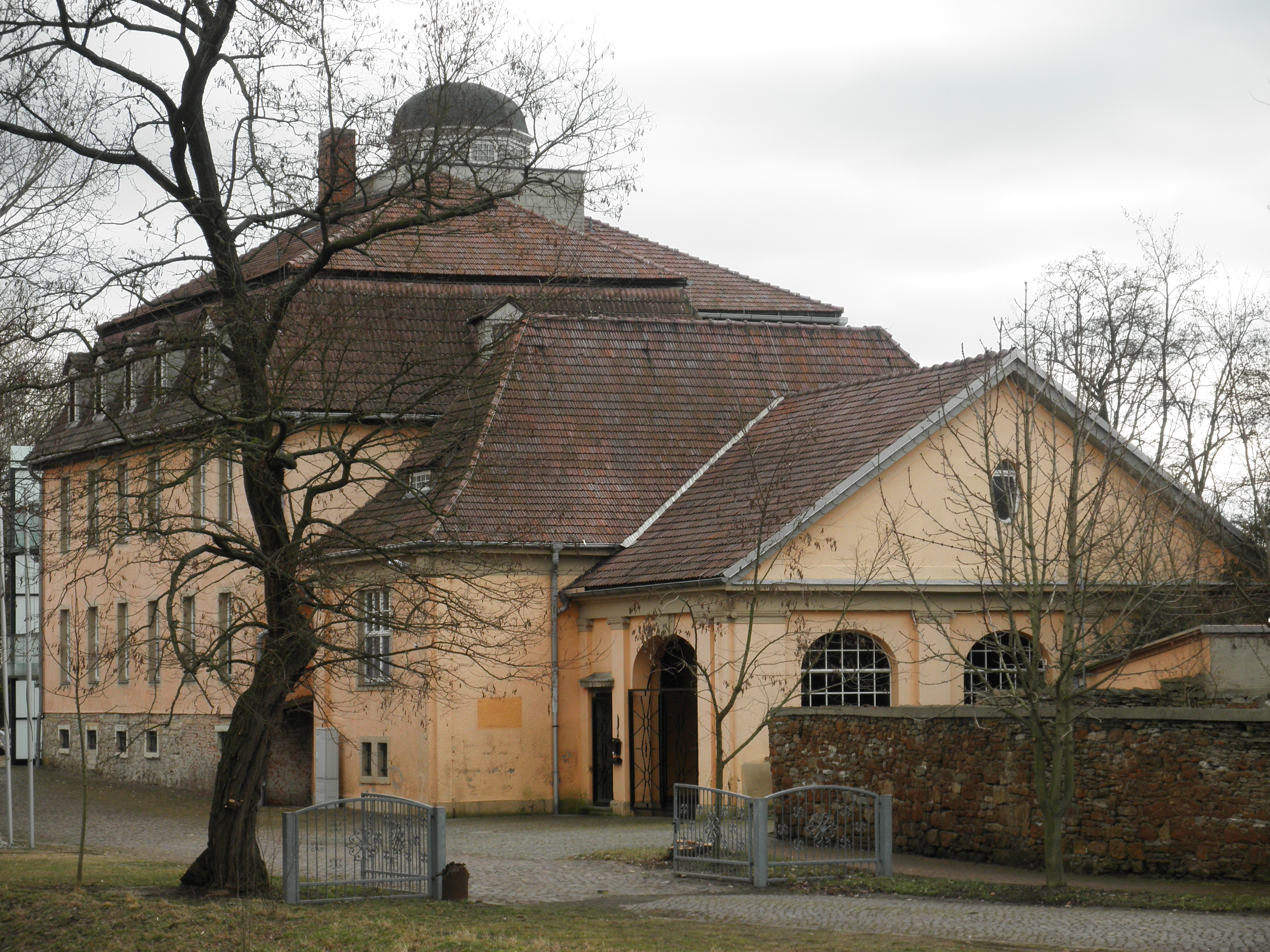
Sitz des Vereins seit 2011: das Herrenhaus des ehemaligen Ritterguts Guthmannshausen, 2012

Im Mai 2011 erwarb Bettina Maria Wild-Binsteiner (Main-Kinzig-Kreis, Hessen), offenbar Getreue des Vereins Gedächtnisstätte und mutmaßliches Mitglied des rechtsextremen Bundes Deutscher Unitarier, das Baudenkmal Rittergut Guthmannshausen im Landkreis Sömmerda vom Thüringer Liegenschaftsmanagement unter Verantwortung des Thüringer Finanzministeriums für 320.000 Euro. Sie überließ die Immobilie dem Verein Gedächtnisstätte. Öffentlich wurde der Verkauf erst im September 2011 durch einen Zeitungsartikel, nachdem eine Veranstaltung mit der Holocaustleugnerin Ursula Haverbeck stattgefunden hatte.
Das für den Verkauf verantwortliche Finanzministerium des Freistaates Thüringen kündigte an, den Verkauf an die rechtsextreme Organisation zu überprüfen. Die damalige Thüringer Landesregierung ließ mitteilen, dass sie erst nach der Übertragung des Eigentums Kenntnis davon erlangt habe, dass die Käuferin Mitglied des rechtsextremen Vereins Gedächtnisstätte sei. Ende April 2013 scheiterte das Land Thüringen vor dem Landgericht Erfurt mit einer Klage auf Rückabwicklung des Verkaufs.
Anfang August 2014 weihte der Verein seine Gedächtnisstätte für die zivilen deutschen Opfer des Zweiten Weltkrieges im Garten des ehemaligen Ritterguts ein. Auf zwölf im Kreis um einen Obelisken aus rötlichem Granit herum stehenden anthrazitfarbenen Granitwänden wird einzelner deutscher Opfergruppen des Zweiten Weltkrieges mit Opferzahlen auf der Vorderseite und Gedenkworten auf der Rückseite gedacht. Bei der Einweihung waren etwa 200 Rechtsextremisten aus dem In- und Ausland anwesend, darunter Ursula Haverbeck und Rigolf Hennig, der ehemalige Deutschlandleiter der Europäischen Aktion. In seiner Rede kritisierte der Vereinsvorsitzende Schiedewitz eine angebliche Einseitigkeit deutscher Geschichtsbetrachtung.
Zuvor im Vereinsregister beim Amtsgericht Bad Oeynhausen eingetragen, wurde der Verein im Dezember 2018 neu in das Vereinsregister beim Amtsgericht Sömmerda eingetragen und im Januar 2019 in Bad Oeynhausen gelöscht.
In der Nacht vom 23. zum 24. April 2021 wurde die Heimstätte des Vereins, das Herrenhaus des ehemaligen Ritterguts, bei einem Brand schwer beschädigt. Den Ermittlungen der Polizei zufolge handelte es sich um schwere Brandstiftung. Da in derselben Nacht die Stelen der Gedenkstätte mit schwarzer Farbe verunreinigt wurden, besteht die Vermutung einer politisch motivierten Straftat. Der Verein Gedächtnisstätte hat laut seiner Website im April 2021 mit dem Wiederaufbau des Kulturdenkmals begonnen und plant den Abschluss des Wiederaufbaus für April 2024[veraltet].

## Vernetzung
Der Verein Gedächtnisstätte bietet Rechtsextremisten unterschiedlicher Strömungen eine etablierte Plattform zum intellektuellen Austausch.
Der Verein verfügt über diverse Kontakte zu anderen rechtsextremistischen Organisationen wie Schlesische Jugend, Freundschafts- und Hilfswerk Ost, Bund für Gotterkenntnis, Junge Landsmannschaft Ostdeutschland, Gesellschaft für freie Publizistik und Bund Deutscher Unitarier. Es bestehen Verbindungen zur Partei Die Heimat (vormals NPD), zu neonazistischen Freien Kräften, zu Kameradschaften, zum Thule-Seminar und zu vormaligen Aktivisten der im Jahr 2017 lediglich in ihren Strukturen aufgelösten rechtsextremistischen Organisation Europäische Aktion. Im Rahmen der „deutsch-russischen Bruderschaft“ bestehen Kontakte zu russischen Vertretern einer völkisch-esoterischen Weltanschauung und u. a. zu rechtskonservativen Russlanddeutschen.
Die Kontakte zeigen ein organisationsübergreifendes nationales und internationales Netzwerk auf.

## Veranstaltungen
Die sogenannte Kultur- und Tagungsstätte ist ein regelmäßig genutzter Veranstaltungsort für Vorträge, Konferenzen, Konzerte und Feiern.
Die auf der Vereinswebsite beworbenen Vorträge zeigen zumeist zunächst keine klare rechtsextreme Ausrichtung. Bei den Vortragenden handelt es sich jedoch überwiegend um exponierte Protagonisten des rechtsextremistischen Spektrums.
Der Veranstaltungsort wird nicht nur vom Verein selbst genutzt, sondern auch von anderen rechtsextremistischen Organisationen. Neben vom Verein organisierten Vorträgen über den Zweiten Weltkrieg und die Wehrmacht und Vorträgen von Holocaustleugnern finden Veranstaltungen wie das Sommerfest des NPD-Europaabgeordneten Udo Voigt, Treffen der Schlesischen Jugend und völkische Sonnenwendfeiern statt. Das ehemalige Rittergut gilt auch als wichtiger Standort für rechtsextreme Konzerte.

## Rezeption

### Verfassungsschutz
Der Verein wird bundesweit von Verfassungsschutzbehörden beobachtet. Er wird seit 2011 regelmäßig in den Verfassungsschutzberichten vom Verfassungsschutz Niedersachsen und dem Amt für Verfassungsschutz Thüringen thematisiert. Auch andere Landesverfassungsschutzbehörden veröffentlichten Informationen über den Verein. Die Beobachtung durch das Landesamt für Verfassungsschutz Sachsen wurde 2008 aufgenommen. 2011 nahm die Bundesregierung aufgrund einer Kleinen Anfrage im Deutschen Bundestag Stellung zum Verein Gedächtnisstätte.
Die rechtsextremistische Ausrichtung des Vereins Gedächtnisstätte lässt sich den Veröffentlichungen nach aus der Beteiligung von Rechtsextremisten und der Zusammenarbeit mit Rechtsextremisten schließen. Der Verein versucht demnach durch die Relativierung der Opfer des NS-Regimes eine Revision der Geschichte, insbesondere über den NS-Staat bzw. das Dritte Reich und den Nationalsozialismus, zu betreiben. Die 2017 zum 25-jährigen Vereinsjubiläum veröffentlichte Broschüre weist den Verfassungsschutzberichten zufolge „eine Vielzahl von revisionistischen, antisemitischen und fremdenfeindlichen Aussagen“ auf, die eine rechtsextremistische Ideologie belegen. Ferner bietet der Verein Rechtsextremisten eine Plattform für ihre Positionen.
In niedersächsischen Verfassungsschutzberichten wird die Verfassungsfeindlichkeit wie folgt erläutert: „Die Flüchtlingsthematik ist als wichtiges und verbindendes Element im gesamten Rechtsextremismus zu sehen. In den Vorträgen und Veröffentlichungen des ‚Vereins Gedächtnisstätte e. V.‘ wird die Migration und Integration von Flüchtlingen aufgegriffen und als ‚Umvolkung‘ oder ‚Völkermord‘, aber auch als ‚Invasion von Fremden‘ bezeichnet. Die Art und Weise, wie gegen die Flüchtlingspolitik der Bundesregierung agitiert wird, steht dabei im Widerspruch zur deutschen Rechts- und Werteordnung und zum Grundrecht auf Asyl nach Art. 16a Abs. 2 GG. Hiermit richtet sich der Verein gegen die freiheitliche demokratische Grundordnung und gegen den Gedanken der Völkerverständigung. Mit der ‚Vermittlung identitätsstiftender Wertvorstellungen‘ arbeitet der Verein daran, ‚ein anderes Staatswesen‘ und damit einen Systemwechsel herbeizuführen. Die Absicht des Beseitigens bzw. des Ersetzens der Verfassungsordnung oder des Regierungssystems der Bundesrepublik Deutschland steht im Widerspruch zur freiheitlichen demokratischen Grundordnung. Damit gilt der Verein als verfassungsfeindlich und erfüllt die Voraussetzungen für eine Beobachtung […].“

### Verhältnis zur AfD
Seit 2015 steht der Verein auf einer sogenannten Unvereinbarkeitsliste für AfD-Mitgliedschaft der Partei Alternative für Deutschland (AfD). Infolge ihrer Verbindungen zum und ihre Aktivitäten für den Verein Gedächtnisstätte wurde die AfD-Politikerin Doris von Sayn-Wittgenstein, Landesvorsitzende der AfD Schleswig-Holstein, zunächst im Dezember 2018 aus der AfD-Landtagsfraktion Schleswig-Holstein und im August 2019 vom AfD-Bundesschiedsgericht aus der Partei ausgeschlossen. Der Parteiausschluss wurde jedoch von der ordentlichen Gerichtsbarkeit aufgrund formaler Mängel rechtlich für unwirksam erklärt. Siehe Doris von Sayn-Wittgenstein#Parteiausschluss.

## Veröffentlichungen
- Wolfram Schiedewitz: Gedächtnisstätte für die 12 Millionen zivilen deutschen Toten im und nach dem Zweiten Weltkrieg. Verein Gedächtnisstätte, 2017 (Broschüre anlässlich des 25-jährigen Vereinsjubiläums).